# Estadio Sportivo Barracas
El Estadio Sportivo Barracas fue un recinto deportivo propiedad del club homónimo, ubicado en la ciudad de Buenos Aires, Argentina. Se situaba en la intersección de la avenida General Tomás de Iriarte y la calle Luzuriaga, siendo lindante también con el cruce de Río Cuarto y Perdriel, en el barrio de Barracas.  
En 1919 comenzó a construir un gran estadio en el predio contiguo al del viejo Club Riachuelo. Este recinto llegó a ser sede del Campeonato Sudamericano 1922 y 1925 (ediciones de la actual Copa América).
El último partido oficial en el estadio se jugó el 11 de diciembre de 1937, entre Sportivo Barracas y Sportivo Buenos Aires, y terminó con triunfo del local por 4 a 3.

## Construcción
La construcción del estadio comenzó en 1919. Se bordeó todo el campo de juego con terraplenes divididos en grandes escalones con piso de carbonilla de aproximadamente 1 metro de ancho. Entre las tribunas y el campo de juego se construyó un muro perimetral de aproximadamente 1 metro de altura. El campo de juego estaba delimitado por una cadena sujetada en postes.
Entre los elementos más novedosos del estadio se destacaban:
- Una importante tribuna techada paralela a la calle Luzuriaga (esta tribuna recién fue inaugurada en abril de 1923, casi 3 años más tarde que el resto del estadio);
- Dos balaustradas (terrazas) construidas en los codos norte y sur del campo de juego a ambos lados del palco oficial; y
- Dos modernos vestuarios construidos debajo de la balaustrada norte en la esquina de Iriarte y Luzuriaga.

A los costados de la tribuna oficial y en el coronamiento de los terraplenes de las calles Iriarte y Perdriel se colocaron tribunas adicionales de madera. El terraplén de la calle Río Cuarto no tenía tribunas. Estas ampliaciones llevaron la capacidad total a 37 000 espectadores y lo convirtieron en el escenario excluyente de los partidos más importantes de la época.

## Historia
El primer partido en esta cancha se jugó el 25 de mayo de 1920, y fue un triunfo de Boca Juniors contra Nacional de Uruguay por dos tantos contra uno.
Este partido fue la final de la edición 1919 de la Copa Tie Competition, que disputaban los ganadores argentino y uruguayo del concurso anual por eliminación directa de cada país. Fue la última edición disputada de esa competición. 
La inauguración oficial del estadio del Club Sportivo Barracas fue el 14 de julio de 1920. El intendente municipal José Luis Cantilo dio el puntapié inicial de un partido entre Newell's Old Boys y Tiro Federal (ambos de la ciudad de Rosario).
El primer partido de la Selección Argentina en este estadio se jugó el 25 de julio de 1920, con Uruguay derrotando 3 a 1 a la Argentina en un encuentro válido por la Copa Newton.
En 1921 este estadio fue la única sede del Campeonato Sudamericano que la Argentina ganó con su valla invicta.
En el partido entre el combinado de la Asociación Argentina y el campeón italiano Genoa se presentó una curiosa situación, que hoy se ha transformado en leyenda. 
El Presidente de la República, Dr. Marcelo Torcuato de Alvear, fue invitado a dar el puntapié inicial del partido. Al parecer, una vez que el presidente puso la pelota en juego, los jugadores argentinos continuaron la acción y marcaron un gol ante la azorada mirada de los jugadores visitantes. A pesar de los airados reclamos, el árbitro Servando Pérez convalidó la conquista. Se dice que también expulsó a Renzo De Vecchi, la estrella del Genoa apodada "Figlio di Dio", y que sólo la intervención del Dr. Alvear le permitió ser de la partida. Los italianos empataron a los 9 minutos mediante un golpe de cabeza de Aristodemo Santamaria, y el 1-1 fue el resultado final. Por inverosímil que resulte la historia, algo de verdad la sustenta. El diario La Prensa reportó lo siguiente: "El Dr. Alvear fue invitado a iniciar la lucha poniendo en movimiento la pelota. Ambos equipos formaron en sus puestos y los italianos ocuparan el arco que mira al Norte. El Dr. Alvear impulsó la pelota hacia un lado del campo donde la recibió Baloncieri, quien encaró una rápida acometida pero, al salirle Mutis a su encuentro, incurrió en foul contra éste. Tomado el free-kick por Mutis, Onzari recibió la pelota, efectuó un ataque por un lado del campo y eludió la intervención de Barbieri. Cuando lo creyó oportuno, pasó la pelota al centro del campo en donde la recibió Tarasconi, quien eludió a Bellini y dirigió un potente tiro alto que el arquero De Prà no pudo detener. La pelota pegó en la arista inferior del travesaño y se alojó en la red, proporcionando el primer y único tanto de los argentinos cuando apenas había trascurrido un minuto de juego. Queda claro fue una situación irregular, pues el Presidente le habría pasado directamente la pelota a un jugador del Genoa sin que se repitiera, como correspondía, la salida desde el centro del campo".
El 9 de diciembre de 1923 se disputó la Copa Roca 1923, que Argentina ganó por primera vez.
El 5 de abril de 1924 Luis Ángel Firpo derrotó a Al Reich por KO en una pelea realizada al aire libre en el estadio. El 25 de mayo de 1924 la Selección Argentina derrotó 4 a 0 a la de Uruguay en un partido por la Copa Newton.
Entre junio y julio de 1924 se presentó en este estadio el equipo inglés Plymouth Argyle, que enfrentó en dos oportunidades a combinados argentinos y cerró su gira con un partido frente a una selección de jugadores porteños y rosarinos (al que otra vez asistió el presidente Alvear). 
El 21 de septiembre de 1924 jugaron en el Parque Central de Montevideo las selecciones de la Argentina y Uruguay (el campeón olímpico vigente). El partido terminó 1 a 1. Uruguay abrió el score a los 29 minutos por intermedio de Pedro Petrone, pero a sólo 5 minutos del final Argentina empató gracias a un gol de Domingo Tarasconi. La tapa de El Gráfico reflejó este hecho.
Una semana después, el 28 de septiembre de 1924, estaba prevista la revancha en el estadio de Sportivo Barracas.
Sin embargo, el partido se interrumpió a los pocos minutos pues el público desbordó la capacidad del estadio e invadió el campo. El estadio tenía capacidad para 37.000 espectadores. Sin embargo, se vendieron 42.000 entradas (35.000 populares y 7.000 plateas). El diario La Nación estimó que había alrededor de 52.000 personas en el estadio al considerar invitados, socios y "colados".
El partido se reanudó el 2 de octubre de 1924, una vez acondicionado el campo con un alambrado perimetral que pasó a denominarse "olímpico", debido al hecho de que la selección uruguaya, campeona olímpica, realizó una vuelta alrededor del campo de juego antes de comenzar el partido para festejar su título. Para esta ocasión, la venta de entradas se había restringido a 15.000 populares y 5.000 plateas. De ese modo, con el agregado de los invitados, se llegó a una concurrencia de 30.000 espectadores.
Argentina ganó el partido por 2-1 (Onzari 1-0 a los 15', Cea 1-1 a los 29', y Tarasconi 2-1 a los 53'), pero fue el gol de Onzari el cual se recordó, porque fue convertido directamente desde un saque de esquina  El consejo internacional había modificado específicamente las reglas del fútbol sobre este punto el 14 de junio de 1924, permitiendo que las metas fueran anotadas así. Desde entonces, un gol como el de Onzari se refiere como gol olímpico en casi toda América Latina, e incluso algunas partes de Europa. Onzari estaba en ese momento jugando para Huracán.
Este fue el primer partido de fútbol que se transmitió por radio en Buenos Aires, a través de LOR Radio Argentina, emisora pionera que transmitía desde 1920. En la transmisión intervinieron como organizadores Horacio Martínez Seeber, Alfredo Tonazzi, Oscar Péndola y Teodoro Prieto, quien a la sazón era el dueño de la radio. También participó el Dr. Enrique Susini (responsable en 1920 de la primera transmisión de radio en la Argentina), quien tomó a su cargo el control de la estación para estar pronto a cualquier inconveniente.
Los relatos estuvieron a cargo de Horacio Martínez Seeber, un radioaficionado interesado en el periodismo y Atilio Casime, cronista del diario Crítica, quienes narraron el partido desde una tarima ubicada sobre la terraza de los vestuarios. Martínez Seeber era un profundo conocedor de los aspectos técnicos de la radiotelefonía y tenía la licencia oficial de radioaficionado Nº 1. Instaló tres micrófonos: uno para él, otro para Casime y un tercero de ambiente para registrar el bullicio del público.
En 1925 se jugaron en el estadio de Sportivo Barracas tres partidos del Campeonato Sudamericano (los otros tres se disputaron en la flamante cancha de Boca Juniors en Brandsen y Del Crucero). En ese torneo sólo participaron 3 selecciones (Argentina, Brasil y Paraguay). Se jugó todos contra todos en dos rondas. En el último partido, el día de Navidad, Argentina empató en 2 goles con Brasil en la cancha de Barracas y obtuvo el campeonato por segunda vez.
A mediados de 1926 se presentó en el estadio el Real Club Deportivo Espanyol, con su reconocido arquero Ricardo Zamora. Derrotó por 1-0 en sendos partidos a los combinados Norte y Sur, y empató 2 a 2 con la Selección Argentina el 9 de julio.
En julio de 1927 el Real Madrid jugó en este estadio su primer partido fuera de Europa (empate 0 a 0 con la Selección Argentina el 9 de julio).
El 20 de mayo de 1928 jugó aquí el Motherwell escocés. Perdió 3 a 2 con el combinado argentino (compuesto por jugadores de equipos de la ciudad de Buenos Aires).
El 4 de agosto de 1928 se presentó aquí el F. C. Barcelona español, que perdió 3 a 1 con la Selección Argentina.
En julio de 1929 se presentó en este estadio el Torino de Italia, que fue batido en la ocasión por el combinado de la Asociación Argentina.
A principios de la década de 1930 el campo de deportes de Iriarte y Luzuriaga también se usaba para otras disciplinas, entre las que se contaban el hurling, el rugby y el basquetball.
La representación internacional ante la FIFA la mantuvo la Asociación Argentina de Fútbol. El 4 y 9 de julio de 1931 se disputaron en este estadio dos partidos con Paraguay válidos por la Copa Rosa Chevallier Boutell que obtuvo la Argentina (empate en 1 en el primero y victoria 3-1 en el segundo).
El 15 de mayo de 1932 se disputó el último encuentro internacional de la Selección Argentina en el estadio de Sportivo Barracas. En un partido de carácter amistoso, Argentina venció 2-0 a Uruguay. Este fue el primer partido entre los tradicionales rivales del Río de la Plata luego de la final del campeonato del Mundo de 1930 disputada en Montevideo (y al cabo de la cual la Asociación Argentina rompió relaciones con su par uruguaya).
El último partido oficial en el estadio se jugó el 11 de diciembre de 1937, con un triunfo de Sportivo Barracas sobre Sportivo Buenos Aires por 4 a 3.
El loteo del terreno incluyó la apertura de la calle Río Limay en el sentido longitudinal del campo de juego. Por lo tanto, cada vez que hoy se circula por esta calle, entre Iriarte y Río Cuarto, se pasa literalmente debajo del arco en el que se convirtió el primer gol olímpico. Ha habido intentos de cambiar el nombre de esta calle, para que este histórico hecho no caiga en el olvido.